# Erik (Roodbaard)
Erik (of Erik Lerouge), geboortenaam Thierry de Montfort, is een hoofdpersonage uit de stripreeks Roodbaard van Jean-Michel Charlier en Victor Hubinon. Hij is – als baby en opgroeiend kind – voor het eerst te zien in Het gebroken kompas, een verhaal uit 1959.

## Verhaallijnen
In 1715 overvalt de gevreesde piraat Roodbaard op de Atlantische Oceaan een beschadigd Spaans galjoen dat na een storm zijn escorte heeft verloren. De bemanning wordt uitgemoord. Dan ontdekt Roodbaard in een van de kajuiten een klein kindje dat naar hem lacht. Zijn ouders, Louis en Brigitte de Montfort, zijn omgekomen tijdens het gevecht. Roodbaard besluit dit kind te adopteren en noemt hem Erik. Vastbesloten om zijn aangenomen zoon een piratenimperium te schenken, voert Roodbaard zijn plundertochten op.
Erik krijgt lessen van voormalig chirurgijn Driepoot en gevechtstraining van Baba en Roodbaard, die hem ook alles over de scheepvaart heeft geleerd. Zo'n vijftien jaar later is Erik een stevige jongeman geworden, maar na een reeks plunderingen begint er iets aan hem te knagen: het bloedvergieten vervult hem van afschuw. Wanneer zijn aangenomen vader hem de keuze geeft tussen een piratenleven en een opleiding aan de koninklijke zeevaartschool in Londen, is de keus dan ook snel gemaakt. Met door Driepoot vervalste papieren schrijft hij zich in onder de valse naam Joâo de Sao Martin y Marquēs, een familie uit Brazilië van oude Portugese adel.
In Londen raakt Erik al snel in conflict met de arrogante en verwende Engelse rijkeluiskinderen aldaar. Dit leidt tot een escalatie waarbij Erik enkele Engelse jongemannen tegen de grond slaat, waarna Erik in de school wordt vastgezet totdat hij zijn verontschuldigingen aanbiedt, wat hij echter halsstarrig weigert. Maar wanneer hij enkele maanden later hoort dat de Britse marine Roodbaard heeft gevangen en naar Londen heeft gebracht om hier te worden opgeknoopt, besluit Erik toch toe te geven om vrij te komen. Hij weet zijn vader te bevrijden, maar moet dan zelf ook vluchten. Hij reist als verstekeling mee op een Brits koopvaardijschip naar het Verre Oosten. Hij wordt herkend als de zoon van Roodbaard en opgesloten. De kapitein blijkt een harteloze tiran: de voedselvoorraden blijken half bedorven en er wordt geen vers water ingenomen omdat dat tijd zou kosten. Uiteindelijk zijn de matrozen het beu en volgt een muiterij, waarbij de kapitein om het leven komt. De andere officieren weigeren de muiters te volgen, waarop ze Erik dwingen het roer te nemen. Erik weet met de kok en drie andere matrozen 's nachts het schip te ontvluchten en ze drijven een tijd rond in hun sloep. Uiteindelijk kruist een ander schip hun weg, waarvan de opvarenden doodziek of al dood zijn. De meeste overlevenden, die aan scheurbuik lijden, kunnen gered worden. Het blijkt dat de officieren zijn overleden aan voedselvergiftiging, waarna de overgebleven bemanningsleden, die geen verstand van navigatie hadden, doelloos rondvoeren en uiteindelijk wegens een tekort aan vers voedsel ziek werden. Erik neemt het commando van het schip, de Belle Jeanne, en vaart richting Afrikaanse kust om vers voedsel voor de zieken te halen.
Hier wordt een bemanningslid gegijzeld door de inlandse Batateken-stam. Het blijkt dat kort tevoren een Spaanse slavenhaler een groot aantal vrouwen en kinderen van deze stam heeft ontvoerd. Erik moet hen zien te bevrijden als hij zijn bemanningslid terug wil zien. Hij ontdekt het schip wat verderop aan de kust en kan uiteindelijk de gevangenen bevrijden. Het geconfisqueerde Spaanse schip verkoopt hij in Lissabon, waarna hij naar Saint-Malo, de thuishaven van de Belle Jeanne vaart. de eigenaren van het schip, de gebroeders Kermadieu, geven Erik het bevel over de Spotvogel. Hij moet met zijn schip de lonen voor de ambtenaren en de soldij voor de soldaten van de Franse overzeese gebieden bezorgen, maar op zee wordt hij het slachtoffer van een complot van zijn eerste en tweede stuurman, die zich het geld willen toe-eigenen. Hij wordt gevangengezet door de muiters, maar kort daarop wordt het schip overvallen door twee feloeken met Moorse piraten. De gewonde Erik weet de Spotvogel op te blazen, waarbij ook een van de feloeken zinkt. Erik en een scheepsjongen worden opgepikt door de piraten en in Algiers verkocht op de slavenmarkt. Hij wordt tewerkgesteld aan een oliepers, maar weet uiteindelijk met de hulp van Aïcha (de zus van Baba) te ontsnappen. Hij gaat terug naar Saint-Malo, waar blijkt dat Jonas de Gevezon, de tweede stuurman de ontploffing van de Spotvogel ook heeft overleefd. Hij verklaart dat Erik de zoon van Roodbaard is, waarop deze ter dood wordt veroordeeld. Tijdens de rechtszaak verschijnt de scheepsjongen, die verklaart dat Erik onschuldig is aan zeeroverij en muiterij. Het hof trekt de doodstraf in, maar omdat Erik zich in zijn jeugd wel aan piraterij heeft schuldig gemaakt, wordt hij veroordeeld tot 20 jaar dwangarbeid op de koninklijke galeien. Zijn reders kopen de beul om, zodat Erik het brandmerk van de koning bespaard blijft. (In Frankrijk werden criminelen gebrandmerkt met de fleur-de-lys (Franse lelie), die ondersteboven op de schouder werd gebrand.)
Latere avonturen voeren hem naar het Ottomaanse Rijk, Kaap Hoorn, de Indische Oceaan, de binnenlanden van Zuid-Amerika en vele andere plaatsen over de hele wereld. Na de dood van zijn vader gaat hij uiteindelijk met Anny Read terug naar Europa.